# Karl von Le Suire
Karl Hans Maximilian von Le Suire (Unterwössen, 8 novembre 1898 – Stalingrado, 18 giugno 1954) è stato un generale tedesco della Wehrmacht durante la seconda guerra mondiale.
Si rese responsabile del massacro di Kalavryta.

## Biografia
Le Suire iniziò la sua carriera come ufficiale dell'esercito imperiale tedesco, col quale combatté nel corso della prima guerra mondiale. Alla fine della guerra, venne assunto nel Reichswehr e poi nella Wehrmacht dove fu comandante di varie unità.

### Il massacro di Kalavryta
Nel novembre del 1943, la 117ª divisione cacciatori iniziò una missione denominata "Operazione Kalavryta" con l'intento di accerchiare i combattenti della guerriglia greca nell'area montuosa attorno a Kalavryta. Nel corso delle operazioni, alcuni soldati tedeschi rimasero uccisi e 77 di loro vennero presi prigionieri e poi fucilati dai partigiani greci. Il 10 dicembre 1943, von Le Suire siglò l'ordine per la sua divisione di "radere al suolo le località di Mazeika e Kalavryta". In totale morirono 1200 civili durante le operazioni di rappresaglia. Circa 1000 case vennero razziate e poi bruciate e più di 2000 tra pecore e vari animali domestici vennero sequestrati dai tedeschi. L'evento è divenuto noto nella storiografia come massacro di Kalavryta.
Le Suire si arrese alle truppe sovietiche nel maggio del 1945. Morì in prigionia il 18 giugno 1954 nel campo di concentramento di Stalingrado.